# Auditório Claudio Santoro
O Auditório Claudio Santoro, foi inaugurado em 1979, pelo Governo de São Paulo, em Campos do Jordão. Ele divide espaço com o Museu Felícia Leirner e estão localizados em um remanescente de Mata Atlântica, em uma área de 35 mil metros quadrados. Os eixos principais de desenvolvimento são relacionados as Artes Visuais, a Música e o Ambiente. A gestão é realizada pela ACAM Portinari. (Associação Cultural de Apoio ao Museu Casa de Portinari), Organização Social de Cultura, em parceria com a Secretaria de Cultura e Economia Criativa do Estado de São Paulo, desde 2010.

## Histórico
O espaço tem capacidade para receber até 814 espectadores. Sua arquitetura moderna mistura elementos rústicos com grandes paredes de vidro que valorizam a luz natural e a paisagem do entorno, sem deixar de lado a preocupação com o conforto do público. O local também conta com equipamentos de acessibilidade, como áreas reservadas para cadeiras de rodas, rampas, elevador para cadeirantes e banheiros adaptados.
O palco possui um fosso para orquestra e, nos bastidores, amplos camarins,  salas de ensaio e área técnica. O saguão de entrada conta com um lounge e café/restaurante. É também a casa do maior e mais importante evento de música clássica da América Latina, o Festival Internacional de Inverno de Campos do Jordão.
O Auditório homenageia Claudio Franco de Sá Santoro, que nasceu em Manaus (AM), em 1919, e foi um dos mais inquietos e polivalentes músicos de seu tempo. Recebeu inúmeras premiações e condecorações, e esteve à frente de diversas instituições e orquestras, entre as mais importantes do Brasil e do mundo.
Santoro faleceu em março de 1989, em Brasília (DF), o que fez com que o Governo paulista baixasse um decreto em sua homenagem, dando ao Auditório de Campos do Jordão o seu nome.
No local também pode ser visto o Museu Felícia Leirner, inaugurado em 1978 e oficializado em 2010. São 85 esculturas da artista, em bronze (44), cimento branco (39) e granito (2), que expressam claramente a paixão da escultora pelas formas da natureza.
A área onde estão sediados os equipamentos, é um importante remanescente de Mata Atlântica. Um estudo realizado em 2011, concluiu que o espaço apresenta uma rica diversidade biológica, que inclui espécies de animais ameaçados de extinção. Com base nesse estudo, as instituições direcionam suas ações ambientais, fortalecendo-se como parceiras de unidades de conservação e como referências em comunicação ambiental sobre a região, se integrando ao mosaico de florestas protegidas, manejo, proteção da biodiversidade e recuperação de áreas degradadas.

## Programação
No espaço, o público encontra estacionamento exclusivo e local para acolhimento e recepção, inclusive para o público com deficiência. A instituição oferece o acompanhamento por profissionais preparados para desempenhar a função educativa para o público espontâneo e/ou organizado (mediante agendamento). Regularmente são oferecidas programações temáticas, como a "Série Chorinho no Museu", o "Encontros com Arte", a "Série Claudio Santoro" e a "Série Orquestra no Museu", entre outros.
O local oferece espaço exclusivo para acolhimento e recepção do visitante e estacionamento gratuito, inclusive para o público deficiente. O Museu oferece ao público o acompanhamento na visita por profissionais preparados para desempenhar essa função educativa. O acompanhamento acontece para o público espontâneo e/ou organizado (mediante agendamento). 